# 4934 Rhoneranger
4934 Rhoneranger је астероид главног астероидног појаса са средњом удаљеношћу од Сунца која износи 3,003 астрономских јединица (АЈ).
Апсолутна магнитуда астероида је 12,1.